# グリゴリー・ヴォイチンスキー
グリゴリー・ナウモヴィチ・ヴォイチンスキー（ロシア語: Григорий Наумович Войтинский、Grigori Naumovich Voitinsky、1893年4月5日 - 1956年6月11日）は、コミンテルン創立期の実力者であり、中国研究家である。

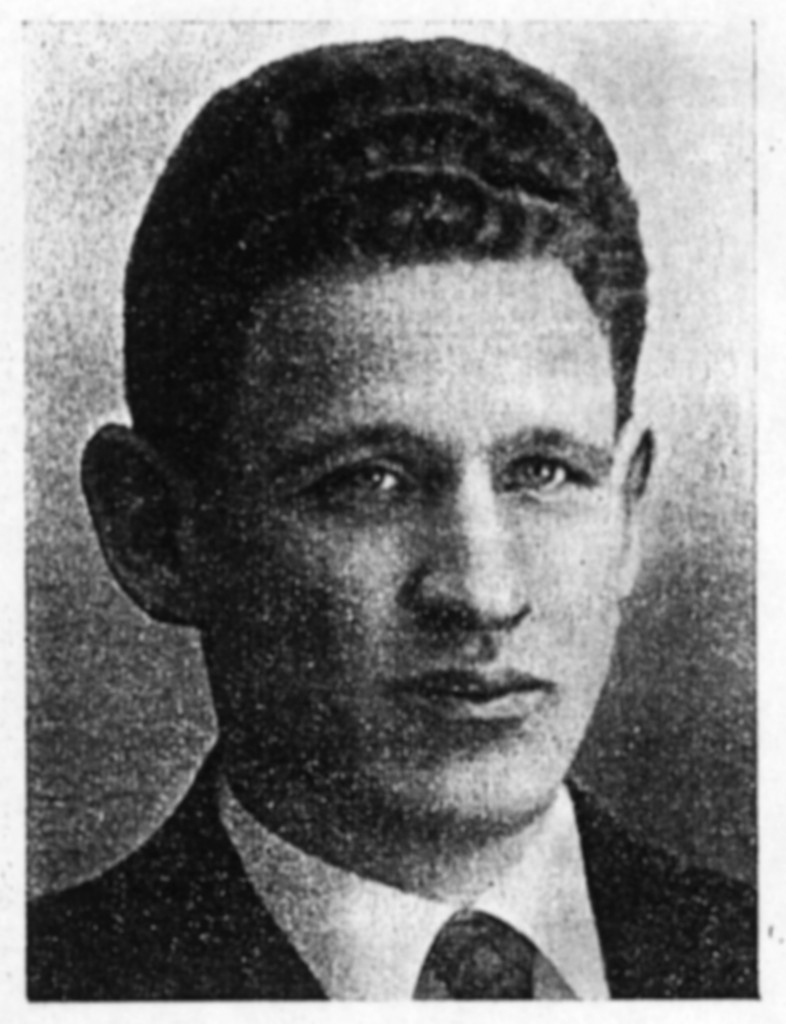
G.N. Voitrngsky.维经斯基. Войтинский, Григорий Наумович

本姓は、ザルヒン（ロシア語: Зархин）。

## 略歴
- 1918年、ロシア共産党に入党、極東とシベリアの内戦に参加。
- 1920年から1927年の間、極東地域においてコミンテルン実行委員会の重要な職務にあった。
- 1926年から1927年の間、上海の極東局委員長。
- 30歳から研究を行い、モスクワで教師となった。

## コミンテルン極東支局と中国共産党設立
1920年、ソビエト連邦は中央シベリアを確保し、第三インターナショナル、つまりコミンテルンの支局として中国の上海に極東支局を設立した。その役割は中国と他の国々において共産党の設立を推進することであった。極東支局の成立直後、 その副支局長ヴォイチンスキーは陳独秀、李大釗のような有名な中国の過激派と接触する顧問として中国に派遣され上海に入り、5月には陳独秀に中国共産党を設立させている。実際に新しい党を成立させる過程の大部分には彼が関与したが、中国国民党との国共合作など党の公式路線については彼の後継の顧問らによる関与が大きかった。ソ連は、1921年7月新規に2名の工作員としてソ連の軍事関連の諜報員ニコリスキーとオランダ共産党員のマーリンを中国に派遣した。彼等は第一回共産党大会を開催させ、これにより正式に中国共産党が発足した。

## 上海クロニクルとコミンテルン東アジア事務局
1919年、社会主義を学んだロシア人らにより上海において上海クロニクル紙の発行が始まり、1920年初頭にソビエト・ロシア政府から資金援助を受けた。1920年の春、ヴォイチンスキーと同僚は、中国で共産党を設立する任務のため中国を訪れた。彼らはその新聞の編集者や記者を装い、中国に訪れるだけでなく、その新聞事務所にコミンテルンの東アジア事務局を設立した。その時以来、上海クロニクルは、東アジア事務局のためのプロパガンダ機関であり、中国におけるボリシェヴィキ活動の避難所になった。中国での共産主義活動のため、新聞社という避難場所に駐在したソビエト・ロシア人とコミンテルン要員を新聞スタッフが援助したことから、その新聞社は全体として中国における初期の共産主義活動では特別な役割を持った。ロシアの援助が終わったため上海クロニクルは1922年末に出版を停止したが、多くのスタッフはボリシェヴィキのために動き続けた。

## その後
1930年代からモスクワで科学研究・教育業務に移り、1935年から教授となった。